# Skarðsbók
No cofundir con Skarðsárbók, una versión del libro de los asentamientos.

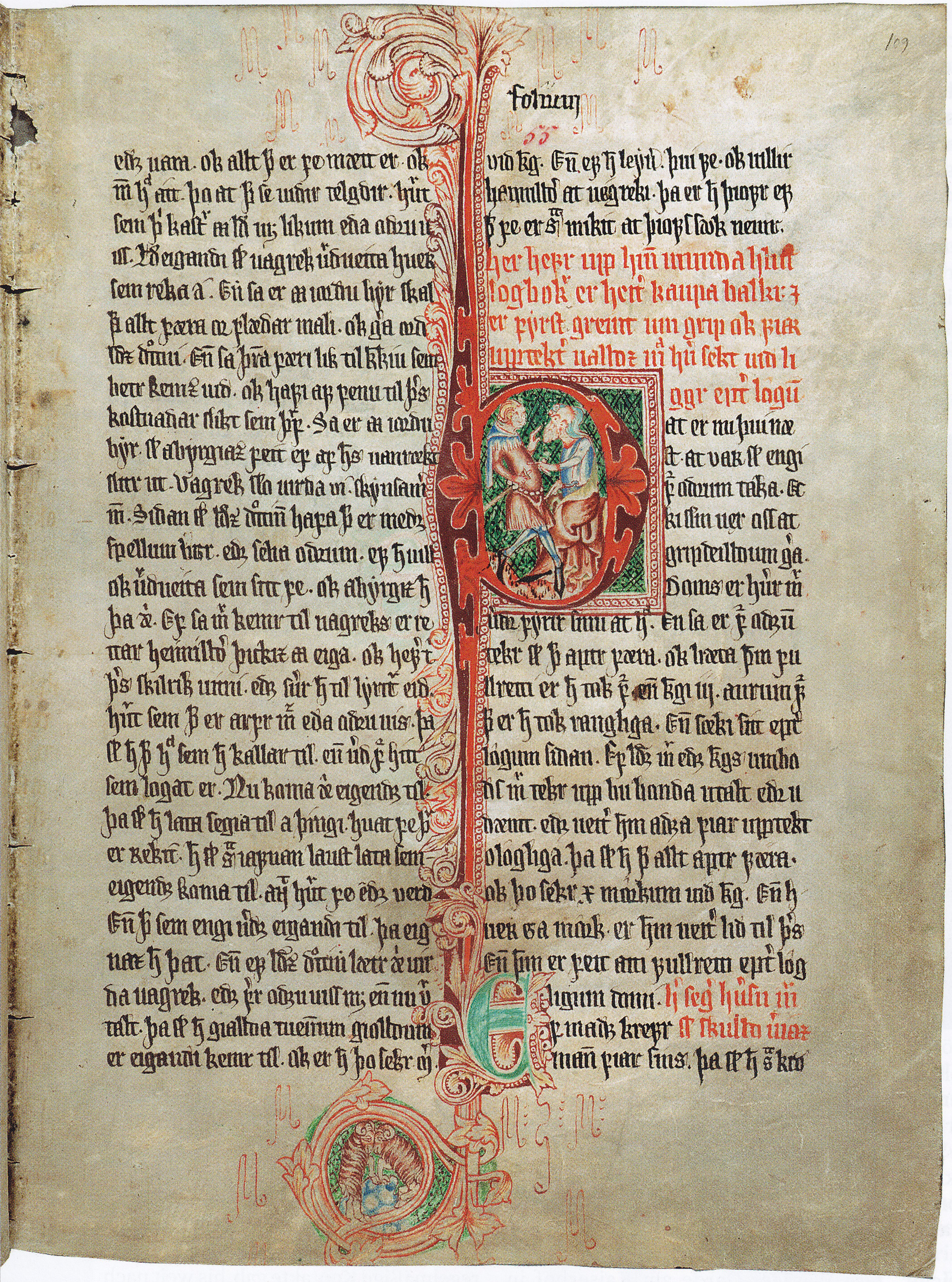
Detalle de una página y miniatura de Skarðsbók Jónsbókar.

Skarðsbók es un texto manuscrito del siglo XIV de autoría anónima. Existen dos versiones conocidas:
- Skarðsbók Jónsbókar (Codex Scardensis), es un códice de leyes, contiene el Jónsbók y unas reformas adicionales llamadas réttarbót que hacía más comprensible el redactado y se justificaban bajo enmienda notarial. Se escribió en 1363, posiblemente en el monasterio de Helgafell y a petición del abogado Ormur Snorrason (m. 1402) de Skarði á Skarðsströnd. El original se encuentra en la colección del Instituto Árni Magnússon codificado como AM 350 fol.

- Skarðsbók postulasagna (o de los apóstoles), estuvo depositado en la iglesia de Skarði á Skarðsströnd pero desapareció en 1820. Posteriormente se encontró en una colección privada en Inglaterra y salió a subasta pública el 30 de noviembre de 1965, adquirida por bancos islandeses y cedido a la nación de Islandia, también se encuentra en el Instituto Árni Magnússon y codificado como SÁM 1 fol.